# Robert Stefański
Robert Stefański (ur. 1 lipca 1981 w Zgierzu) – polski klarnecista i pedagog.
Absolwent Akademii Muzycznej w Łodzi (klasa klarnetu Ryszarda Ryczla, dyplom z wyróżnieniem w 2005). Doktor habilitowany sztuk muzycznych (2017), pracuje na Akademii Muzycznej w Łodzi. 
Założyciel i członek kwartetu klarnetowego „Subito Quartet” oraz tria fortepianowego „Divers Trio”. Współpracownik m.in. Polskiej Orkiestry Kameralnej i Filharmonii Łódzkiej.
Laureat licznych konkursów, m.in.:
- 1995: Festiwal Klarnetowy w Piotrkowie Trybunalskim - I miejsce w kategorii kameralnej i wyróżnienie w kategorii solowej
- 1999: Ogólnopolski Konkurs Muzyki Francuskiej w Łodzi - III nagroda
- 2000: Ogólnopolskie Przesłuchania Instrumentów Dętych w Olsztynie - III miejsce
- 2001: Festiwal Klarnetowy w Piotrkowie Trybunalskim - III miejsce w kategorii kameralnej i wyróżnienie w kategorii solowej
- 2003: Festiwal Klarnetowy w Piotrkowie Trybunalskim - II miejsce w kategorii kameralnej i II miejsce w kategorii solowej
- 2007: Międzynarodowy Konkurs Muzyki Kameralnej im. Kiejstuta Bacewicza w Łodzi - II nagroda